# Detlef Hammer
Detlef Hammer (* 2. April 1950 in Gersdorf, Erzgebirge; † 3. April 1991 in Magdeburg) war Jurist am Evangelischen Konsistorium in Magdeburg und Konsistorialpräsident. Gleichzeitig war er Offizier im besonderen Einsatz der Staatssicherheit der DDR.

## Leben
Als Sohn eines Betriebsleiters aufgewachsen, studierte Detlef (auch Detlev) Hammer von 1968 bis 1972 Jura  an der Martin-Luther-Universität Halle-Wittenberg. Zum Dr. jur. wurde er 1988 mit einer „Studie zur Regelung der Stiftung in der Deutschen Demokratischen Republik auf der Grundlage des Zivilgesetzbuches“ an der Humboldt-Universität zu Berlin promoviert. Gutachter waren Professor Dr. sc. jur. J. (Joachim) Göhring (1931–2008) von der HU-Berlin, Dr. A. (Gustav-Adolf) Lübchen vom MdJ und G. (Gerhard) Behnke. Bereits während des Studiums verpflichtete er sich 1970 als Inoffizieller Mitarbeiter der Staatssicherheit. IM „Detlef“ wurde Informant im Bereich der Evangelischen Studentengemeinde. Erst dort ließ er sich konfirmieren, erwarb sich das Vertrauen im engsten Mitarbeiterkreis und wurde Delegierter der Synode der Kirchenprovinz, wo man ihm den Eintritt in den kirchlichen Dienst anbot. Nach Zusage eines Gehaltszuschusses durch das MfS nahm er 1974 (als „OibE Günther“) den Dienst im Konsistorium der Kirchenprovinz Sachsen als juristischer Konsistorialrat auf, später wurde er Oberkonsistorialrat und Dezernent für die Pfarrerausbildung sowie Diakonie und Ökumene.
Hammer wirkte erfolgreich bei der juristischen Begleitung diakonischer und anderer kirchlicher Einrichtungen und Gemeinden, auch beim Ausbau ökumenischer Beziehungen ins westliche Ausland, wovon er dem MfS regelmäßig Mitteilung machte. Zugleich nahm er personalpolitisch in der Landeskirche im Sinne des MfS Einfluss, wie es sich etwa bei der Maßnahme gegen den Halle-Neustädter Jugenddiakon Lothar Rochau zeigte, der isoliert und verhaftet wurde. Hammer setzte sich beim MfS für Menschen ein, die wegen „ungesetzlichen Grenzübertritts“ inhaftiert waren, andererseits für Menschen, die in der DDR einen Ausreiseantrag gestellt hatten. 
Im April 1989 wurde Hammer zum Konsistorialpräsidenten berufen, Dienstbeginn war der 1. Mai 1990. Seinem Entlassungsantrag aus dem kirchlichen Dienst im Februar 1991 wurde nicht entsprochen. 
Hammer wurde am 3. April 1991 tot in seiner Wohnung aufgefunden. Die Todesumstände und die genaue Todesursache sind bis heute umstritten. Offiziell starb Hammer an einem plötzlichen Herztod.
Im August 1991 machten Medienveröffentlichungen Hammers Tätigkeit für das MfS bekannt. Bei den heute erhaltenen Stasi-Akten fehlen seine Unterlagen für den Zeitraum von 1978 bis 1989, so dass das tatsächliche Ausmaß seiner Spionagetätigkeit bis heute nicht endgültig geklärt ist.
Detlef Hammers Fall wird nach Alexander Schalck-Golodkowski zu den dramatischsten MfS-Spionagefällen innerhalb der DDR gezählt. Seine Berufung zum Kirchenbeamten wurde post mortem widerrufen.
Hammer war verheiratet und hatte zwei Kinder.